# Liste bekannter ehemaliger Studenten der Universität Leipzig
In den mehr als 600 Jahren, die die Universität Leipzig existiert, hat eine große Anzahl herausragender Persönlichkeiten an ihr studiert:

## A
- Aline Abboud 2007–2013, Studium der Arabistik
- Georgius Agricola, 1514–1518, Studium der Literatur, 1521–1522, Medizin
- Ernst Ahnert, 1859–1944, Studium der neueren Sprachen, Germanistik, Geschichte und Pädagogik
- Roberto Ampuero, chilenischer Schriftsteller, 1973–1974, Journalistik
- Alfred Anderle, 1948–1952, Studium der Slawistik und Geschichte
- Theodor Arldt, 1897–1901, Studium der Philosophie
- Friedrich Albrecht Augusti, vor 1729, Studium der Theologie

## B
- Michelle Bachelet, ehemalige chilenische Präsidentin, 1978 Deutsch in Leipzig gelernt
- Manfred Barthel, 1947–1949 Studium an der Arbeiter und Bauernfakultät, Generalleutnant der NVA
- Daniel Eberhard Beyschlag 1779–1781, Pädagogik und Theologie
- August Bier, nach 1881, Studium der Medizin
- Hans Bing, Arzt, Abgeordneter, Studium der Medizin zwischen 1907 und 1912
- Carl Gotthard von Bistram, 1777–1841, kurländischer Jurist und Landespolitiker
- Lothar Bisky, 1963–1966, Studium der Kulturwissenschaften
- Jens Bjelke, um 1600, Medizin, späterer norwegischer Kanzler (1614–1648)
- Margarete Blank, 1921–1927, Studium der Medizin, Promotion 1932, 1945 hingerichtet
- Felix Bloch, ab 1927 Physik, Promotion 1928, 1952 Nobelpreis
- Werner Böhme (1902–1973), Medizinstudium
- Carl Bosch, 1896–1898, Chemiestudium
- Harald Bräuniger (1911–1988), Pharmaziestudium
- Tycho Brahe, 1562–1565, Jurastudium
- Joachim I., 1461, Bischof von Brandenburg
- Johann von Breitenbach, Rechtswissenschaftler und Hochschullehrer
- Karl Friedrich Brescius, 1784–1787, deutscher Geistlicher und Theologe
- Fritz Brüggemann, 1903–1909, Literaturhistoriker und Germanist
- Johann Salomon Brunnquell, 1716, Rechtshistoriker und Kirchenrechtler
- Gottfried Ferdinand von Buckisch und Löwenfels, um 1667, Jurist und Kirchenhistoriker
- Christophorus Bulaeus, vor 1624, lutherischer Pfarrer, Theologe und Politologe
- Heinrich Bürkle de la Camp, ab ca. 1914, Studium der Medizin, später Chefarzt der Berufsgenossenschaftlichen Krankenheilanstalt „Bergmannsheil“
- Otto Büttner (1868–1955), Medizinstudium
- Hans Burgeff, 1909, Assistent Botanik bei Wilhelm Pfeffer
- Gabriel Christoph Benjamin Busch, um 1779, Student der Theologie

## C
- Cai Yuanpei, 1907, Philosophie, Psychologie und Kunstgeschichte – chinesischer Bildungsreformer
- Johann Heinrich Calisius (1633–1698), evangelischer Kirchenlieddichter und Geistlicher
- Ernst August Carus (1797–1854), Chirurg
- Walter Caspari (1847–1923), Geistlicher, Theologe und Hochschullehrer
- Ludwig Cerutti (1789–1858), Mediziner und Hochschullehrer
- Eduard Chambon (1822–1857), Rechtswissenschaftler und Hochschullehrer
- Wei-Liang Chow (1911–1995), Mathematiker
- Johannes Clajus (1535–1592), Pädagoge, evangelischer Theologe und Grammatiker
- Peter Crüger, Philologe, Astronom und Mathematiker
- Georg Cruciger (1575–1637), lutherischer Theologe, Philosoph und Hochschullehrer
- Georg Crusen (1867–1949), Jurist

## D
- Uta Deckow, Studium der Journalistik und Politikwissenschaft
- Max Dieckmann, deutscher Hochfrequenztechniker und Pionier der Fernsehtechnik (1882–1960)
- Rudolf Dix, Studium der Rechtswissenschaft
- Friedrich Wilhelm Döring (1756–1837), Altphilologe, studierte von 1778 bis 1781 an der Universität
- Katrin Dorn; siehe Katrin McClean, studierte Psychologie (1984–1989)
- Oskar Dressel, 1889, Promotion in Chemie

## E
- Friedrich Adolf Ebert, ab 1808, Studium der Theologie
- Johann Jacob Ebert, ab 1756, philosophisches Studium
- Paul Ehrlich, 1878, Promotion, Immunologe, 1908 Nobelpreis für Physiologie oder Medizin
- Frank Emmrich, Medizin-Studium und Promotion 1975
- Ludwig Ettmüller (1802–1877), Studium von 1823 bis 1826, Philologe
- Johanna von Evreinov, 1873 Jurastudium als „Gasthörerin“ und Promotion, erste Frau in Deutschland

## F
- Joachim Feller, philologisches und theologisches Studium
- Melchior Fendt, ab 1506, philosophisches Studium
- Karl Gustav Fiedler, Studium der Philosophie
- Elisabeth Fischer-Friedrich, * 1981, deutsche Biophysikerin
- Paul Flechsig, Medizin
- Johann Georg Franck, 1686–1690, Studium der Philosophie und Theologie
- Karl Gottlob Francke (1807–1861), Chirurg und Hochschullehrer, studierte von 1826 bis 1831 Medizin
- Adolf Franckel (1823–1896), österreichischer Regisseur und Theaterleiter
- David Frankfurter, Medizin
- Friedrich Gotthilf Freitag (1686–1671), Klassischer Philologe und Gymnasiallehrer
- Johann Frick (1670–1739), Prediger und Theologe
- Gerhard Friedrich (1910–2003), Pflanzenphysiologe
- Fürchtegott Christian Fulda, 1790–1794, Studium der Theologie

## G
- Vlasis Gavriilidis, 1848–1920, Studium der Philologie und Politikwissenschaften, «Vater der griechischen Journalistik»
- Adam Gottlieb Gebhardt (1761–1831), 1781–1785 Studium der Rechte, Schriftsteller, Diplomat und Archivar
- Arnold Gehlen, 1924–1927, Studium der Philosophie, Philologie, Germanistik, Psychologie
- Christian Fürchtegott Gellert, 1734–1738 und 1740–1744, Studium der Philosophie, Geschichte, Literatur und Theologie
- Georgios Gennadios, ~ 1806, Studium der Philologie
- Hans-Dietrich Genscher, 1946–1949, Studium der Rechtswissenschaften
- Traugott Gerber, 1730–1735, Studium der Medizin
- Ernst Gotthelf Gersdorf, 1820–1826, Studium der Theologie und Philosophie
- Livia Gerster (* 1990), Studium der Arabistik und Geschichtswissenschaft
- Johann Anton Wilhelm Geßner, 1789–1792, Studium der Philosophie und Theologie
- Bernhard Giseke (1823–1876), Altphilologe und Gymnasiallehrer
- Christian August Gottlieb Göde, Studium der Rechte vor 1802
- Johann Wolfgang von Goethe, 1765–1768, Studium der Rechtswissenschaft, Poetik
- Max Wilhelm Götzinger (1799–1856), 1821 bis 1823 Studium der Theologie
- Johann David Goldhorn, bis 1796, Studium der Theologie, 1817 Promotion
- Christian Friedrich Graefe, 1799–1805, Studium der Theologie und der klassischen Philologie
- Nora Groß, 1914–1918, Studium der Botanik, Zoologie, Physik und Mineralogie
- Friedrich von Grote, 1768–1836, Studium der Rechtswissenschaft, Landmarschall in Livland
- Martin Grünwald (1664–1716), 1687–1689 Studium der Theologie, Geistlicher, Theologe, Lehrer und Kirchenlieddichter
- Otto von Guericke, 1617–1619, artistisches Studium
- August Friedrich Günther, 1820er-Jahre–1838, Generalstabsarzt und Hochschullehrer
- Gotthard Günther, 1935–1937, philosophisches Studium und Assistenz
- Dimitrie Gusti, 1900–1905, Studium der Soziologe, Völkerpsychologie und Philosophie, Promotion 1904
- Hans Gustav Güterbock, Promotion 1933, Hethitologe

## H
- Eckart Hachfeld, Schriftsteller, Kabarettist und Drehbuchautor
- Hermann Joachim Hahn, Prediger
- Samuel Hahnemann, ab 1775 Studium der Medizin, Begründer der Homöopathie
- Johann Gottlob Hanschmann (1804–1858), Studium der Theologie, Philosophie und Pädagogik von 1823 bis 1825, Promotion 1828
- Edith Hamilton, Schriftstellerin, mit ihrer Schwester Alice erste Studentin an der Universität
- Ferdinand Hardekopf, Schriftsteller, Journalist, Übersetzer, Reichstagsstenograf, 1895 bis 1900 Studium in Leipzig (und Berlin)
- Hanna Harnisch, Sprachwissenschaftlerin und Hochschullehrerin, Studium in Leipzig 1954 bis 1958
- Walter Hasenclever, Schriftsteller, Studium in Leipzig 1909 bis 1914
- Eberhard Haufe, 1950–1958, dann relegiert, später Professor ehrenhalber
- Johann Gottfried Hauptmann, 1733–1737, klassischer Philologe und Gymnasialdirektor, war zuletzt Magister legens
- August Wilhelm Hedenus (1797–1862), Arzt und Schriftsteller, Promotion 1824
- Johann Christoph Heilbronner, Studium der Mathematik und Theologie, Mathematiker und Mathematikhistoriker
- Carl Wilhelm Ernst Heimbach, Studium von 1783 bis 1786, Pädagoge
- Gustav Helbig, 1826 bis 1829 Studium der Philologie und Theologie
- Friedrich Robert Helmert, Begründer der Geodäsie, Promotion 1867
- August Henneberger (1821–1866), Literaturhistoriker und Gymnasiallehrer
- Klaus Hennig, 1954–1960 Studium der Physik
- Johann Jakob Hentsch, Philosoph, Mathematiker, Studium der Philosophie, Magister 1748
- Ferdinand Ignaz Herbst, Philologie, Philosophie und Theologie, 1821 der Universität verwiesen
- Johann Hering (1599–1658), Jurist und Oldenburgischer Staatsmann
- Johan Heß, Theaterregisseur, Studium der Germanistik bis 2005
- Josef Emanuel Hibsch, Geologe, Promotion 1887
- Wilhelm Hilden, Philosoph, Philologe und Mathematiker, studierte bis 1575 in Leipzig
- Johann Adam Hiller, ab 1751, Studium der Rechtswissenschaften
- Hermann Volrath Hilprecht, deutsch-amerikanischer Archäologe und Assyriologe, Studium in Leipzig 1880 bis 1884
- Paul Christian Hilscher (1666–1730), lutherischer Geistlicher und Theologe, Studium in Leipzig von 1685 bis 1694
- Helmut Hirsch, Historiker und Autor
- Lorenz Hochwart, bis 1522/1523, Theologe, Geistlicher, Jurist und Historiker
- Karl Gottlob Hofmann, ab 1721 Studium der Theologie
- Werner Holzmüller, 1932–1937 Studium der Physik
- Johann Georg Christian Höpfner, 1782 bis 1786 Studium der Theologie
- Johann Gottlob Horn (1680–1754), Historiker
- Martin Hundt, 1951–1954 Studium der Publizistik und Zeitungswissenschaft

## I
- Maybrit Illner, Journalistin und Moderatorin, ab 1990 Journalistik-Studium

## J
- Johann Christopher Jauch 1669–1725, Studium der Theologie, Superintendent zu Lüneburg, Autor barocker Gedichte und Liedtexte
- Jan Jessenius 1585–1586, Mediziner, Leibarzt Kaiser Rudolfs II.
- Johann John (1797–1865), Theologe und Geistlicher, studierte von 1817 bis 1819
- Uwe Johnson, 1950er Jahre, Studium der Germanistik
- Rudolf Jubelt, 1947–1952, Studium der Geophysik
- Ernst Jünger, ab 1923, Studium der Zoologie, Philosophie, ohne Abschluss
- Heinz Jung, 1953/54, Studium der Wirtschaftswissenschaften, danach in Berlin

## K
- Friedrich Wilhelm Käuffer, 1805–1808, Studium der Rechtswissenschaften
- Gottlieb Philipp Christian Kaiser, Theologe und Hochschullehrer
- Ioannis Kakridis, Literaturwissenschaft
- Anna Kaminsky, Linguistin und Publizistin
- Johann Kapp, 1758–1762, klassischer Philologe, lutherischer Geistlicher und Theologe
- Erich Kästner, 1919–1925, Studium der Geschichte, Philosophie, Germanistik, Theaterwissenschaft[1][2][3]
- Katja Kassin, Politikwissenschaft und Germanistik
- Bernard Katz, Studium der Medizin und Promotion 1934, 1970 Nobelpreis für Physiologie oder Medizin
- Johann Adam Gottlieb Kind, 1768–1774, Rechtswissenschaftler, Richter und Hochschullehrer
- Theodor Kind, 1818–1824, Prom. 1827, deutscher Neogräzist und Jurist
- Franz Moritz Kirbach, Student der Rechtswissenschaften 1844–1848, Promotion 1848, Revovolutionär 1848/49, Mitglied der Zweitenkammer des Sächsischen Landtages
- Eberhard Kittler, 1984–1985, Zusatzstudium Verlagswesen
- Rudolf Heinrich Klausen, Student klassische Philologie
- Bartholomäus Kleindienst, vor 1551, Student der Theologie
- Heinrich von Kleist, 1800, unter falschem Namen immatrikulierter Student
- Hermann Klencke, Studium der Medizin und Naturwissenschaften
- Wladislaw Klimaszewski, Studium der Medizin und Promotion
- Antonio Knauth, Studium der Rechtswissenschaft
- Albrecht Heinrich Matthias Kochen, evangelischer Theologe und Geistlicher
- Christian Heinrich Gottlieb Köchy, Rechtswissenschaftler (Magister 1794)
- Benjamin Friedrich Köhler, Kirchenlieddichter (ab 1849)
- Edmund König, promovierte 1881 in Philosophie
- Sebastian Kranich, 1990–1996 Studium der evangelischen Theologie
- Gottlob Kranz Studium insbesondere der Rechtswissenschaften (bis ca. 1684)
- Friedrich Christian Kries, Studium 1796–1797, deutscher Mathematiker, Physiker und Pädagoge
- Kathrin Kroll-Ludwigs, Promotion 2003, Rechtswissenschaft
- August Otto Krug, Studium und 1894 Promotion, Rechtswissenschaft
- Carl Krug, Promotion 1903 in Metallurgie
- Karl August Kuhl, Mediziner und Hochschullehrer, Promotion in Philosophie und Promotion in Medizin
- Andreas Kunad, 1624–1635, philosophisches und theologisches Studium
- Ján Kvačala, 1883–1886, Studium der evangelischen Theologie und Promotion

## L
- Wilhelm Lampeter, Agrarwissenschaftler, Promotion 1955 und Habilitation 1960
- Karl Lamprecht, Studium der Geschichtswissenschaft
- Alain Lance (* 1939), französischer Lyriker, Pädagoge und Übersetzer
- Christian Johann Lange (1655–1701), Mediziner und Hochschullehrer
- Johann Christian Lange (1669–1756), Geistlicher, Theologe, Kirchenlieddichter und Hochschullehrer
- Julius Franz Lauer (1819–1850), Philologe und Hochschullehrer
- Anna Lehmann (* 1975), deutsche Journalistin
- Gottfried Wilhelm Leibniz, 1661–1663, Studium der Philosophie
- Johann Heinrich Leich (1720–1750), 1740 Bakkalaureus, 1742 Magister
- Robert Lenneberg (1887–1965), Promotion in Medizin 1914
- Christian Ludwig Lenz (1760–1833), Klassischer Philologe
- Arndt Liebisch, 1935–2009, Veterinärmediziner und Parasitologe
- Karl Liebknecht, 1890–1893, Rechtswissenschaften, Nationalökonomie, Geschichte, Philosophie
- Karl Theodor Albert Liebner, studierte Philologie und Theologie
- Bernhard von Lindenau, Studium der Rechtswissenschaften, Astronomie
- Benjamin Lindner (1694–1754), 1715 bis 1718 Studium der Theologie
- Albert Lipfert (1930–2020), Tierarzt und Politiker, Promotion 1956
- Johann Daniel Longolius (1677–1740), bis 1709 Studium der Medizin
- Franz Karl Lott (1807–1874),1835 bis 1838 Studium der Philosophie
- August Lübben (1818–1884), 1839 bis 1840 Studium der Theologie und Philosophie, Germanist, Bibliothekar und Gymnasiallehrer
- Gottfried Ludovici, 1689–1691 Theologie, Theologe, Kirchenlieddichter und Hymnologe
- Ralf Ludwig (* 1968), deutscher Medienmanager

## M
- Johann Major, 1551 artistisches Studium
- Erasmus von Manteuffel, 1496
- Ernst Christoph von Manteuffel, 1693–1697, Philosophie und Jura
- Sándor Márai, nach 1919, Studium der Journalistik, ohne Abschluss
- Johann Gottlob Marezoll, 1775–1783 Student unter anderem der Theologie
- Traugott Märcker, nach 1835, Historiker und Archivar
- Franz Heinrich Martens, vor 1800, Mediziner und Hochschullehrer
- Tomáš Garrigue Masaryk, um 1876, Philosophie
- Wilhelm Ludwig von Maskowsky, um 1685, Rechtswissenschaft
- Johann Maukisch (1617–1669), ab 1638 Theologie, 1640 Magister, 1650 Lic. theol, 1651 Dr. theol.
- Katrin McClean, geb. Dorn, studierte (1984–1989) Psychologie
- Johannes Meckbach, 1514 bis 1516, Mediziner
- Franz Mehring, Studium 1866–1868, Philosophische Fakultät; Promotion zum Dr. phil. 9. August 1892
- Ernst Julius Meier, studierte Theologie und Philosophie
- Adam Heinrich Meißner (1711–1782), lutherischer Geistlicher und Philosoph
- Johann Conrad Melm, studierte zwei Jahre Medizin
- Christian Meltzer, 1676–1680, studierte Jura, Theologie und Philosophie, 1685 Magister
- Angela Merkel, 1973–1978, Studium der Physik, später Bundeskanzlerin und CDU-Vorsitzende
- Garlieb Helwig Merkel, 1796/97, studierte Theologie, deutschbaltischer Publizist und Schriftsteller
- Johann Gerhard Meuschen, um 1702, Theologe und Geistlicher
- Georg Michaelis, 1877/78, Jura, 1917 Reichskanzler
- Johann Benjamin Michaelis, 1764–1769, Dichter
- Salomo Jakob Morgenstern, 1727–1732, Historiker, Geograph und Hofnarr
- Christian Gottfried Müller (1747–1819), klassischer Philologe, Bibliothekar und Pädagoge
- Cornelius Müller (1793–1879), klassischer Philologe und Gymnasiallehrer
- Polycarp Müller (1684–1747), evangelischer Bischof, Rhetoriker und Philosoph
- Thomas Müntzer, ab 1506, Studium an der Artistenfakultät
- Georg Christoph Munz (1691–1768), Geistlicher, Gymnasiallehrer und Kirchenlieddichter
- Johann Muthmann (1685–1747), Theologe und Geistlicher

## N
- Wolfgang Natonek, 1946–1948, erster freigewählter Studentenratsvorsitzender, später politisch verfolgt
- Carl Friedrich Naumann, vor 1819, Geologe
- Johannes Nicolas von Wiehe, 1505 Studium der Medizin, 1522 Dekan
- Johann Friedrich Wilhelm von Neumann (1699–1768), 1715/1716 Rechtswissenschaft
- Johannes Neunherz (1653–1737), lutherischer Geistlicher und Kirchenlieddichter, studierte von 1673 bis 1676 Theologie
- Friedrich Nietzsche, 1865–1869, Studium der Altphilologie
- Paul Friedrich Achat Nitsch (1754–1794), Schriftsteller und Geistlicher
- Willy Noebel, 1908–1910, Studium der Jurisprudenz, Promotion zum Dr. jur., Diplomat
- Novalis, 1791–1794, Studium der Rechtswissenschaft, Philosophie, Mathematik
- Woldemar Nürnberger (1818–1869), Schriftsteller und Arzt

## O
- Ferdinand Ochs, zwischen 1846 und 1849, Studium der Rechts- und Kameralwissenschaften, Landrat
- Wilhelm Ohnesorge, zwischen 1880 und 1886, Studium der Geschichte
- Ernst Robert Osterloh (1813–1884), Studium der Rechtswissenschaften ab 1831
- Christian Othfar (1609–1660), Theologe, Kirchenlieddichter und Arzt
- Hans Otten (1923–1971), Studium der Journalistik 1957, Journalist
- Karl Eduard Otto (1795–1869), Studium der Philosophie und Rechtswissenschaften zwischen 1814 und 1819, deutscher Rechtswissenschaftler und Hochschullehrer

## P
- Wolfgang Gabriel Pachelbel von Gehag, Rechtswissenschaftler und Geheimrat, wurde 1678 promoviert
- Jean Paul 1781–1784, Studium der Theologie
- Carl Peters 1884 Habilitation bei Wilhelm Wundt
- Niclas Matthias Petersen (1798–1881), Gymnasiallehrer und Schriftsteller, Promotion in Leipzig
- Johann Samuel Petri, ab 1755, Verfasser verschiedener musikpraktischer Anleitungen
- Friedrich Philippi (1650–1724), Studium der Rechte, Promotion 1680
- Eduard Platner, 1800–1811, Studium, Promotion in Philosophie und Recht, Habilitation
- Georg Gottlieb Plato-Wild (1710–1777), Numismatiker, Syndikus und Historiker
- Johann Friedrich Plessing (1720–1793), lutherischer Theologe und Geistlicher
- Friedrich Victor Lebrecht Plessing (1749–1806), Philosoph und Hochschullehrer
- Alfredo Pöge (1940–2013), Medizinchemiker und Sporthistoriker, Chemiestudium und Promotion 1970
- Georg Wilhelm Pötzinger (1709–1753), lutherischer Theologe, Mathematiker und Hochschullehrer
- Friedrich August Benjamin Puchelt, von 1804 bis 1811 Studium der Medizin

## Q
- Samuel Theodor Quellmalz (1696–1758), Mediziner, Chemiker und Hochschullehrer

## R
- Julius Ferdinand Räbiger, 1829–1831, Theologie und Philosophie
- Jeff Radebe, Rechtswissenschaften
- Alexander Radischtschew, 1766–1771, Rechtswissenschaften, Philosophie, Medizin, Chemie
- Heinrich Rahn 1601–1662, Hochschullehrer, Rektor der Universität Rostock, Jurastudium Leipzig
- Leopold von Ranke, 1814–1818, Theologie und Philologie
- Johann Wilhelm Reche (1764–1835), Geistlicher, Schriftsteller und Kirchenlieddichter, Studium der Theologie
- Karl Andreas Redel (1664–1730), Geistlicher und Kirchenlieddichter, Studium der Theologie
- Samuel Benjamin Reichel (1716–1793), Theologe und Gymnasiallehrer, Studium der Theologie
- Christian Ernst von Reichenbach um 1665, Staatsmann und Hochschullehrer
- Johann Christoph Leopold Reinhold (1769–1809), Mediziner, Physiker und Hochschullehrer, Bakkalaureus, Magister und Promotion in Leipzig
- Christian Reuter, 1688–1698, Rechtswissenschaften
- Fritz Reuter, Musikwissenschaften
- August Ferdinand Riccius, 1840–1843, Theologie, später tätig als Dirigent, Komponist, Musikpublizist
- Gert Richter, ab 1950 Germanistik, Theaterwissenschaft und Kunstgeschichte, Promotion 1958
- Manfred Riedel, 1954–1957, Philosophie, Geschichte, Germanistik, Psychologie und Soziologie
- Christian Romstet, 1671–?
- Edith Rothe, 1897–1983, Germanistik, Geschichte und Kunstgeschichte; später Bibliothekarin (1945–1951 Leiterin der Stadtbibliothek Leipzig), Autorin und Publizistin
- Johann Heinrich Rother, ?–1707, Rechtswissenschaftler
- Heinrich Theodor Rötscher ?–1825, Dramaturg, Lehrer, Kritiker und Ästhetiker, studierte Philologie
- Christian Friedrich Rüdiger, 1777–1786, Astronomie und Mathematik
- Karl August Rüdiger, 1811–1815, Philologie und Theologie, Promotion 1816

## S
- Johann Gottfried Sammet, Studium der Rechtswissenschaft
- Immanuel Friedrich Sander, ab 1815 bis etwa 1822 Studium der Theologie
- Ferdinand de Saussure, Studium der Indogermanistik
- Hermann Rudolf Schaum, Studium der Medizin
- Sebastian Scheffer, Studium der Medizin
- Karl Friedrich Scheibe, 1830–1834, Studium der Philologie
- Franz Schieck, 1889–1890, Studium der Medizin
- Johann Christian Gotthelf Schinke, 1799–1806, Theologie und alte Sprachen
- Kaspar Schlick, 1396–1449, Kanzler des Heiligen Römischen Reiches
- Bartholomäus Scultetus, bis 1567, Studium der Mathematik, Astronomie
- Karl Bernhard Seidenstücker, bis 1913, Pionier des Buddhismus in Deutschland, Indologe, Autor und Übersetzer
- Johann Gottfried Seume, 1780–1781, Studium der Theologie; 1789–1792, Jura, Philosophie, Philologie und Geschichte, Schriftsteller und Dichter
- Gustav Seyffarth, während der 1830er und 1840er Jahre, frühester deutscher Ägyptologe
- Karl Friedrich Ludwig Schäffer, ab 1770, Studium der Rechte; Jurist, Pianist und Komponist
- Johann Hermann Schein, 1608–1612, Studium der Rechtswissenschaft
- Helmut Schelsky, 1931–1935, Studium der Soziologie
- Wilhelm Schomburgk, Studium der Rechtswissenschaft
- Martin Schongauer, um 1445/50–1491, deutscher Kupferstecher und Maler
- Arthur Schulz (1878–1917), deutscher Jurist und Sozialdemokrat
- Adolf Moritz Schulze, Studium bis 1830, Universitätsprediger bis 1837, später Lehrer und Pfarrer
- Christian Ferdinand Schulze, 1792–1798, deutscher Altphilologe und Historiker
- Hermann Schulze-Delitzsch, 1828–1830, Studium der Rechtswissenschaft
- Kurt Schumacher, 1915–1917, Studium der Rechtswissenschaft, Nationalökonomie
- Christian Schumann, 1681–1744, Pfarrer und Kirchenlieddichter
- Robert Schumann, 1828–1830, Studium der Rechtswissenschaft
- Johann David Schwertner (1658–1711), Student von 1673 Geistlicher und Theologe
- Zola Skweyiya, 1943–2018, Studium der Rechtswissenschaft
- Johann Ernst Stapf, 1806–1810, Studium der Medizin
- Sebastian Gottfried Starcke, Magister 1689
- Dietrich von Stechow, ab 1439, als Dietrich IV. Bischof von Brandenburg
- Johannes Steinmeyer, um 1470, Studium der Rechtswissenschaft
- Werner Stiller, ab 1966 Physik, geflüchteter Agent des Ministeriums für Staatssicherheit
- Christian-Ernst zu Stolberg-Wernigerode, Studium der Rechtswissenschaft
- Georgios Streit (griechischer Außenminister), um 1890 Studium der Rechtswissenschaft
- Gustav Stresemann, 1899–1901, Studium der Nationalökonomie. Deutscher Politiker, Reichskanzler der Weimarer Republik und Friedensnobelpreisträger
- Dieter Strützel, 1954–1959, Studium der Germanistik und Anglistik/Amerikanistik
- Friedrich Wilhelm Stübner (1710–1736), Studium der Mathematik uns Philosophie
- Sophie Sumburane, 2007–2013, Studium der Germanistik und Afrikanistik

## T
- Edward Teller, 1928–1930, Studium der theoretischen Physik und Promotion, gilt als „Vater der Wasserstoffbombe“
- Owsei Temkin, Studium, Promotion und Habilitation (1931) Medizin
- Christian Thomasius, ab 1670, Studium der Physik, Mathematik, Geschichte und Philosophie
- Heinrich von Treitschke, Staatswissenschaften
- Șerban Țițeica, Physik, einer der bedeutendsten Schüler von Werner Heisenberg
- Ludwig Treager, Rechtswissenschaftler, wurde 1884 promoviert
- Sarah Trilsch, Studium der Germanistik
- Thomas Truchseß von Wetzhausen († 1523), Theologe, Humanist und Generalvikar in Speyer

## U
- Kārlis Ulmanis, Studium der Agrarwissenschaft
- Dimitri Usnadse, bis 1909, Studium der Philosophie

## W
- Johann Karl Wilhelm Walther, Studium der Medizin, 1820 Promotion, 1823 Habilitation
- Johanna Wanka, Studium der Mathematik
- Richard Wagner, ab 1831, Studium der Musik
- Christoph Friedrich von Walther, 1834 zum Dr. Phil promoviert
- Karl Graf von Waldburg-Zeil, Offizier und Naturforscher
- Immanuel Weber (1659–1726), Historiker, Rechtswissenschaftler und Hochschullehrer, 1678 Bakkalaureat in Theologie, 1681 Magister, anschließend Studium der Rechte
- Karl Gottlieb von Weber, evangelischer Kirchenrechtler und Präsident des sächschichen Landeskonsistorium
- Nikolaus Weigel (um 1396–1444), Theologe, Ablasskommissar, Teilnehmer am Konzil von Basel, Studium der Künste und der Theologie
- Julius Weiske (1801–1877), Rechtswissenschaftler, Promotion und Habilitation 1829
- Carl Friedrich von Weizsäcker, Studium der Physik, Promotion, Habilitation
- Petrus Wesenbeck, Studium der Artes
- Arno Wetzel, Studium ab 1920, Promotion 1924, Habilitation 1929
- Otto Wiedfeldt, Promotion 1897, Diplomat, Geheimer Regierungsrat, Betriebsdirektor bei Krupp in Essen
- Georg Franz Dietrich aus dem Winckell (1762–1839), Forst- und Jagdwissenschaftler, Studium 1780/1781
- Martina Winkler, Promotion 2002, wissenschaftliche Mitarbeiterin bis 2003.
- Otto Wolters (1796–1874), Theologe und Hauptpastor der Katharinenkirche in Hamburg, Studium 1817
- Paul Gerhard Wurzbacher (1912–1999), Studium von 1932 bis 1936, ab 1952 Professor für Soziologie in Kiel und Erlangen
- Adolf Wuttig, Studium um 1867, evangelischer Pfarrer und Genossenschaftsgründer

## Y
- Lin Yutang, bis 1923

## Z
- Friedrich Zange, 1846–1931, Promotion 1872
- Johann Zechendorf, 1580–1662, Studium der Artes
- Konstantin Ziegra, 1631–1638, Studium der Artes
- Gabriele Zimmer, 1973–1977, Studium der Theoretischen und Angewandten Sprachwissenschaften
- Johann Ernst Zeiher, Mathematikstudium
- Miriam Zschoche, um 1998–2001, Studium der Volkswirtschaftslehre